# Belaja (Kuban)
Die Belaja (russisch Бе́лая, übersetzt „Die Weiße“; adygeisch Шъхьагуащэ, Schchaguaschtsche) ist ein 273 Kilometer langer linker Nebenfluss des Kuban im Nordkaukasus (Russland). Ihr Einzugsgebiet umfasst 5990 km².

## Verlauf
Die Belaja entspringt in etwa 2100 m Höhe an der Nordostflanke des Hauptkammes des Großen Kaukasus im vergletscherten, höchsten Bergmassiv der Republik Adygeja. Die Quelle liegt gut drei Kilometer nordnordöstlich des höchsten Gipfels Fischt (2867 m) und zwei Kilometer südlich des Oschten (2804 m), gut 40 Kilometer von der Küste des Schwarzen Meeres entfernt und 50 Kilometer nordnordöstlich des Zentrums der Großstadt Sotschi.
Zunächst fließt die Belaja gut 20 Kilometer in südöstlicher Richtung parallel zum Kaukasushauptkamm, wobei sie die Grenze Adygejas zur Region Krasnodar markiert. Dann wendet sie sich in einer engen Schlucht scharf in nördliche Richtung. In ihrem Oberlauf durchfließt die Belaja das Kaukasus-Naturreservat. Von rechts nimmt die Belaja, in einem zumeist engen Tal fließend, ihre bedeutendsten Zuflüsse dieses Abschnitts, Kischa und Dach, auf, bevor sich die Talsohle bei der Siedlung städtischen Typs Kamennomostski auf mehrere Kilometer weitet.
Bei der Hauptstadt der Republik Adygeja Maikop ist die Belaja zum Maikoper Stausee angestaut. Dort verlässt sie das Gebirge, wendet sich in nordwestliche Richtung und nimmt den Charakter eines ruhiger fließenden Flachlandflusses an. Sie nimmt von links ihre bedeutendsten Nebenflüsse Kurdschips und Pschecha auf, bildet in ihrem weiteren Verlauf Arme aus und mäandriert abschnittsweise. Die Belaja fließt dort teils in der Republik Adygeja, teils auf dem Territorium der Region Krasnodar, teils auf der Grenze zwischen den beiden Föderationssubjekten. Sie mündet schließlich etwa 35 Kilometer östlich von Krasnodar in den Krasnodarer Stausee des Kuban. Dieser Stausee entstand bis 1975 und überflutete den 1941 an der Mündung der Belaja in den Kuban errichteten Tschik-Staudamm. Seither ist der Stausee in diesem Teil durch den Feststoffeintrag der Belaja stark verlandet, sodass sich der Flusslauf auf den letzten Kilometern immer wieder verlagert und die Mündung sich immer weiter in den Stausee hinein kubanabwärts verschiebt. Die Mündung liegt heute etwa vier Kilometer weiter westlich als 1979.
Auf dem Unterlauf ist die Belaja bis zu 80 Meter breit.

## Nutzung und Infrastruktur
Die Belaja ist nicht schiffbar.
Vom Fluss werden zwei Anfang der 1950er-Jahre errichtete Wasserkraftwerke angetrieben: das Maikoper Wasserkraftwerk (Maikopskaja GES) am gleichnamigen Stausee mit einer Leistung von 9,4 MW und das Beloretschensker Wasserkraftwerk (Beloretschenskaja GES) mit 48 MW, das an einem Kanal liegt, der dem Beloretschensker Stausee der Belaja unterhalb der Stadt Beloretschensk Wasser entnimmt und zum einige Kilometer westlich fließenden Kuban-Nebenfluss Pschisch führt. Das Kraftwerk nutzt zur Energieerzeugung den Niveauunterschied zwischen den beiden Flüssen. Die Kraftwerke werden heute vom regionalen Energieversorger Juschnaja generirujuschtschaja kompanija – TGK-8 betrieben, einer Tochter des Ölkonzerns Lukoil. Am Mittel- und Unterlauf dient die Belaja der Bewässerung landwirtschaftlicher Nutzflächen.
Der Gebirgsabschnitt des Flusses ist wegen seiner relativ guten Zugänglichkeit und seines Abwechslungsreichtums beliebtes Ziel für Kanutouristen und -sportler. Neben einfach zu befahrenden Abschnitten gibt es solche der höchsten russischen Kategorie 6 (entsprechend V nach internationaler Wildwasserschwierigkeitsskala des ICF).
Die Belaja wird in Beloretschensk von der Eisenbahnstrecke Armawir – Tuapse gekreuzt, einer der beiden zum Südabschnitt der russischen Schwarzmeerküste führenden Strecken. In Maikop kreuzt eine ebenfalls Armawir mit Tuapse verbindende Zweigstrecke der Fernstraße M29 den Fluss. Von Beloretschensk folgt eine Eisenbahnstrecke über Maikop dem Fluss aufwärts bis Kamennomostski (Station Chadschoch), wobei sie ihn zweimal überquert. Dieser Bahnstrecke folgt ab Maikop die Regionalstraße R 254, über Kamennomostski hinaus bis zur kleinen Siedlung und Touristenstation Guseripl, die Ausgangspunkt für Kanutouren auf dem Fluss sowie den Besuch des Nordteils des Kaukasischen Naturreservates ist. Von Maikop flussabwärts folgt dem Fluss in einiger Entfernung auf der rechten Seite die Regionalstraße R 253 bis fast auf Höhe der Mündung (von dort weiter über Ust-Labinsk nach Korenowsk), die kürzeste Verbindung von Norden in die adygeische Hauptstadt Maikop.